# Stethojulis albovittata
Stethojulis albovittata е вид бодлоперка от семейство Labridae. Видът не е застрашен от изчезване.

## Разпространение и местообитание
Разпространен е в Британска индоокеанска територия, Джибути, Египет, Еритрея, Йемен, Израел, Индонезия, Йордания, Кения, Коморски острови, Мавриций, Мадагаскар, Майот, Малдиви, Мианмар, Мозамбик, Оман, Реюнион, Саудитска Арабия, Сейшели, Сомалия, Судан, Тайланд, Танзания и Южна Африка.
Обитава крайбрежията на океани, морета, лагуни и рифове. Среща се на дълбочина от 0,2 до 15 m, при температура на водата от 25,3 до 29 °C и соленост 34,3 – 40,3 ‰.

## Описание
На дължина достигат до 14 cm.